# Clemens XII
Clemens XII, född 7 april 1652 i Florens, död 6 februari 1740, var påve från den 12 juli 1730 till sin död. Hans födelsenamn var Lorenzo Corsini påvenamnet han valde, Clemens, betyder den milde på latin.

## Biografi
Lorenzo Corsini tillhörde både på fädernet (Corsini) och mödernet (Strozzi) de finaste adelssläkterna i Florens, och var släkt med bland andra helgonet Andrea Corsini. Han studerade i Florens, vid jesuiternas kollegium i Rom och vid universitetet i Pisa, där han doktorerade i rättsvetenskap 1675 under sin farbror kardinal Neri Corsini. Sedan både farbrodern och fadern dött 1685, beslutade han sig för att inträda i Kyrkan, och avsade därmed sina adliga anspråk på primogenitur. Som tiden bjöd betalade han påve Innocentius X 30 000 scudi för att få prästvigas, och använde återstoden av sin ärvda förmögenhet till att berika sitt redan stora bibliotek som farbrodern upprättat. År 1691 blev han titulärbiskop av Nikomedia, och utsågs till apostolisk nuntie i Wien, men sändes aldrig dit. Några år senare blev han istället guvernör av Castel Sant'Angelo och påvlig skattmästare.
Påve Clemens XI utsåg den 17 maj 1706 Corsini till kardinalpräst med Santa Susanna som titelkyrka. År 1720 erhöll han San Pietro in Vincoli som titelkyrka. År 1725 utnämndes han till kardinalbiskop av Frascati. Benedictus XIII utnämnde honom bland annat till prefekt över Segnatura di Giustizia. 
Corsini var 78 år gammal, då han 1730 valdes till påve, och han antog påvenamnet Clemens XII för att hedra Clemens XI som han såg som sin förebild. Dessvärre blev han under pontifikatets andra år blind, och hans hälsa förhindrade honom från att lämna sängen de sista åren, varför han styrde sitt påvedöme från sängkammaren, och gav sin släkting kardinal Neri Maria Corsini stort inflytande.
Han försökte 1731 utan framgång göra kurians gamla anspråk på Parma och Piacenza gällande. Han återgav San Marino dess självständighet från Kyrkostaten sedan kardinal Giulio Alberoni tagit den lilla staten i besittning. Han hade framgång med att ordna de påvliga finanserna och med att försköna staden Rom. Han dömde kardinal Niccolò Coscia till tio års fängelse och böter för att ha förskingrat pengar från påvedömet. Han hävde lotteriförbudet som Benedictus XIII utfärdat i Rom, vilket stärkte statskassan avsevärt. Med de ökade inkomsterna finansierade han den nya fasaden till Laterankyrkan, restaurerade Konstantinbågen, påbörjade bygget av Fontana di Trevi, och reste Palazzo della Consulta på Quirinalen, med mera. Med pengar från kardinal Alessandro Albani inköpte han statyer, inskriptioner och annan utsmyckning till Kapitolium.
I syfte att verka för återförening med den grekiska kyrkan grundade Clemens Collegio Corsini för grekiska studenter, och i samma avsikt med melkiterna gav han melkitiska munkar vården över kyrkan Santa Maria in Domnica. 10 000 kopter i Egypten återkom till kyrkan, enligt Catholic Encyclopedia, genom den mission som Clemens påbörjade där. Clemens övertalade biskoparna i Armenien att ta bort fördömelsen över Leo den store och konciliet i Chalkedon i deras diptyker. Han bistod Ancona i att bygga upp stadens försvar mot republiken Venedig.
För sin familj lät han uppföra Palazzo Corsini, som Italiens regering inköpte 1884, och som sedan inhyst Accademia dei Lincei. År 1738 skrev han den första påvliga bullan mot frimurarna, och fortsatte företrädarnas strid mot jansenismen. Clemens avled 87 år gammal i Palazzo del Quirinale och begravdes i Laterankyrkan.